# Deltorhinum guyanensis
Deltorhinum guyanensis är en skalbaggsart som beskrevs av François Génier 2010. Deltorhinum guyanensis ingår i släktet Deltorhinum och familjen bladhorningar. Inga underarter finns listade i Catalogue of Life.